# Alburnus leobergi
Alburnus leobergi es una especie de pez de la familia de los
Cyprinidae en el orden de los Cypriniformes.

## Morfología
Los machos pueden llegar alcanzar los 40,3 cm de longitud total.

## Reproducción
Es ovíparo.

## Hábitat
Es un pez de agua dulce.

## Distribución geográfica
Se encuentra en la cuenca del Mar de Azov (Rusia y Ucrania ).

## Observaciones
Es inofensivo para los humanos.